# Plzeňský Prazdroj, a. s.
A Plzeňský Prazdroj a. s. gazdag tradíciókkal rendelkező cseh sörgyár, többek között a Pilsner Urquell védjeggyel ellátott sör előállítója.

## Története
1842-re készült el a sörgyár épülete. Az első évben 3657, 1892-ben pedig 462 540 hektoliter sör készült itt. Ez a szám az 1970-es évek elejére 1 000 000-ra nőtt.
Az első világháború alatt a gyár munkásainak része a fronton teljesített szolgálatot, melynek hatására a termelés majdnem teljesen leállt. A második világháború során, az 1944 decemberi és 1945 április szövetséges erő légicsapásainak következtében a gyár épülete jelentős károkat szenvedett.
1945. október 24-én a köztársasági elnök rendelete nyomán a sörgyárat államosították.
A bársonyos forradalom után, 1992-ben privatizálták. 1999-ben megvette a Radegast sörgyárat.
1999-ben megvásárolta a dél-afrikai SABMiller konzorcium, ami akkoriban a magyarországi Dreher sörgyár tulajdonosa is volt.
2011-ben a Csehországban főzött sör 45 százalékát a pilseni cég állította elő, ezzel a legnagyobb sörgyár volt az országban.
Európai Bizottság a SABMiller kelet-közép-európai érdekeltségeinek az értékesítését szabta meg az AB Inbev és a SABMiller söripari konszernek fúziója engedélyezéseként feltételéül. Ezért 2017-ben a SABMiller eladta a japán Asahi Breweries söripari konszernnek.

## Márkák
- Pilsner Urquell
- Gambrinus
- Kozel
- Radegast
- Master
- Primus
- Klasik
- Kingswood Apple Cider

## Külső hivatkozások
- A gyár honlapja
- Plzeňský Prazdroj – Prágai sörözők.hu
- A cseh sör – 170 éves a Pilsen sörgyár – Mycentrope.com